# Omantel
Omantel, acronimo di Oman Telecommunications Company SAOG, è una società di telecomunicazioni dell'Oman.

## Descrizione
Prima società di telecomunicazioni del paese, dove è anche il principale fornitore di servizi Internet. Omantel ac. Il governo dell'Oman possiede una quota del 51% in Omantel. Nella più grande transazione del suo genere nella regione MENA, Omantel ha acquisito il 21,9% della partecipazione del Zain Group nel 2017.
Omantel si è affermata come importante società internazionale, con attualmente dieci cavi sottomarini in arrivo in Oman, ad es. TWA, EIG, PLAG, Falcon, EPEG, SMW-3, Mena, POI, OMRAN, GBI e BBG.
Nel 2015 ha annunciato un progetto che implementerà la tecnologia FTTH nel paese. Nello stesso anno, ha vinto un premio per il suo standard di qualità delle risorse umane.